# Hilgersbrücke
Hilgersbrücke ist eine Ortschaft in der Gemeinde Wipperfürth im Oberbergischen Kreis im Regierungsbezirk Köln in Nordrhein-Westfalen (Deutschland).

## Lage und Beschreibung
Der Ort liegt im Westen der Stadt Wipperfürth im Tal des Flusses Wupper. Im Bereich der Ortschaft mündet der Mosser Bach in einen Seitenarm der Wupper. Nachbarorte sind Hämmern, Wipperhof, Mosse und Kleppersfeld.
Politisch wird Hilgersbrücke durch den Direktkandidaten des Wahlbezirks 17.1 (171) Hämmern im Rat der Stadt Wipperfürth vertreten.

## Geschichte
1491 wird der Ort unter der Bezeichnung „Hilgers Huiss“ in einer Kirchenrechnung der Wipperfürther Kirche genannt. Die Topographische Aufnahme der Rheinlande von 1825 zeigt auf umgrenztem Hofraum unter dem Namen „Bruggen“ vier getrennt voneinander liegende Grundrisse. Ab der Preußischen Uraufnahme von 1840 lautet die Ortsbezeichnung Hilgersbrücke.

## Busverbindungen
Über die Haltestelle Hämmern der Linie 336 (VRS/OVAG) ist Hilgersbrücke an den öffentlichen Personennahverkehr angebunden.

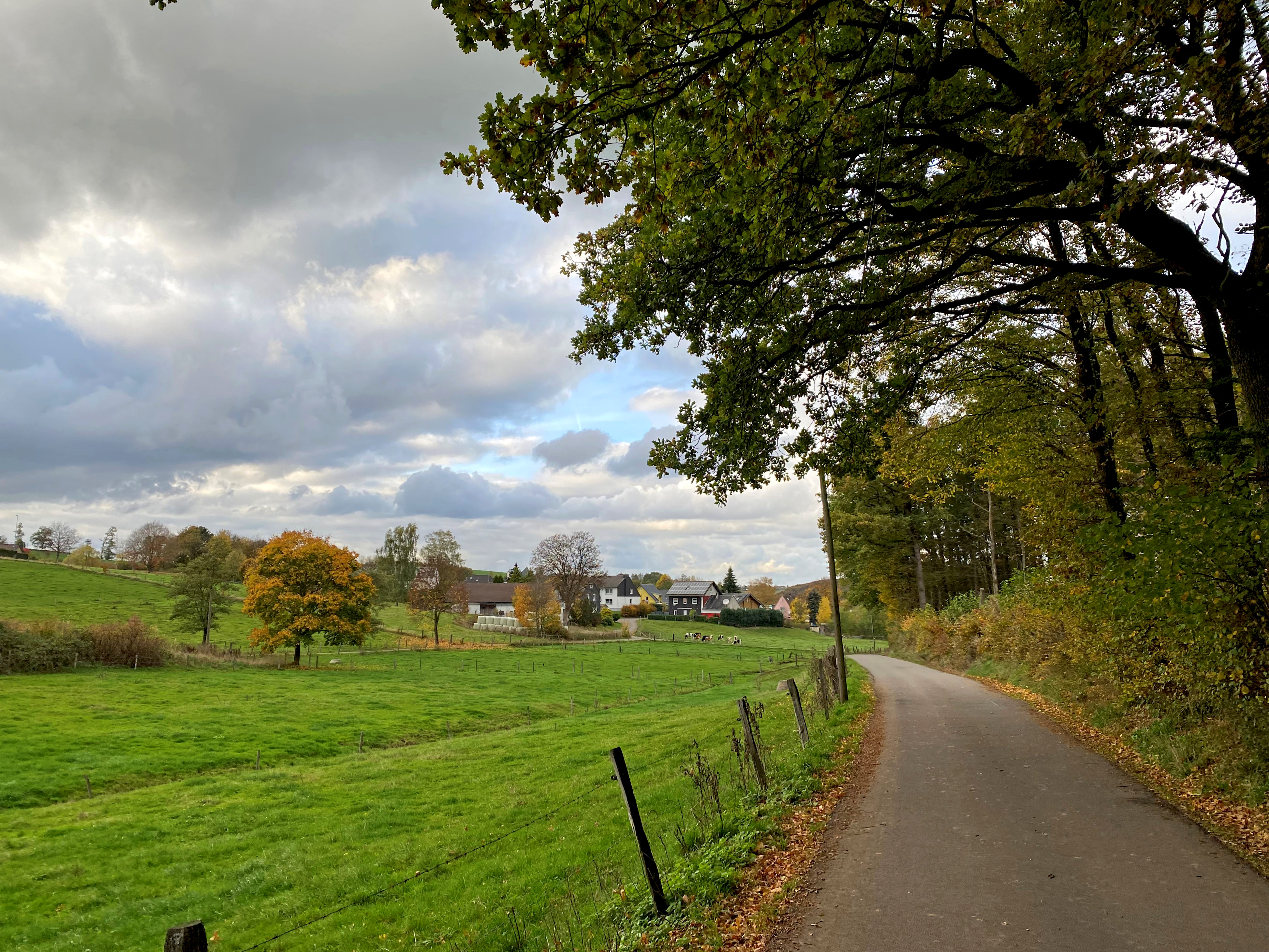
Straße von Finkelburg nach Hilgersbrücke
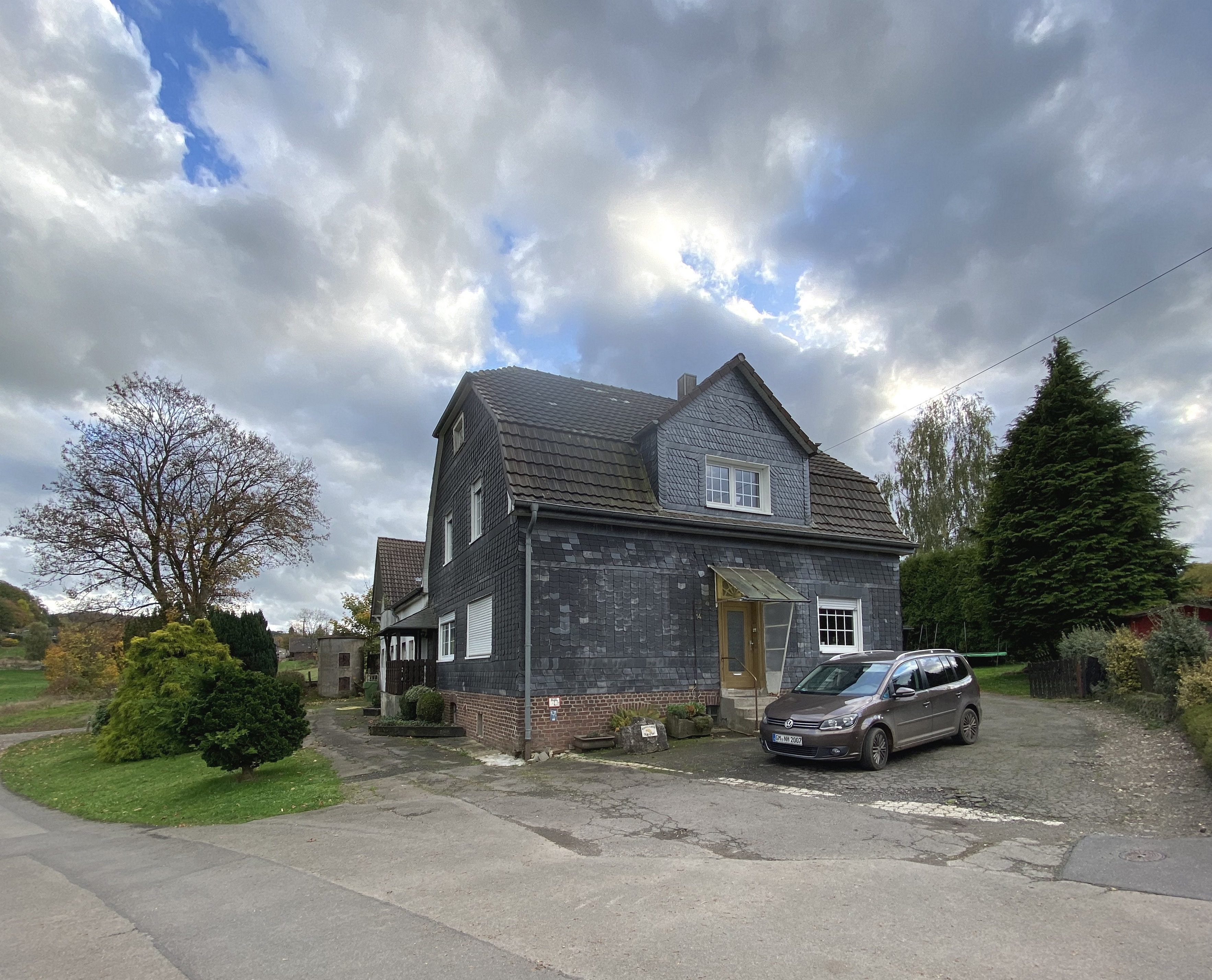
Hilgersbrücke 14
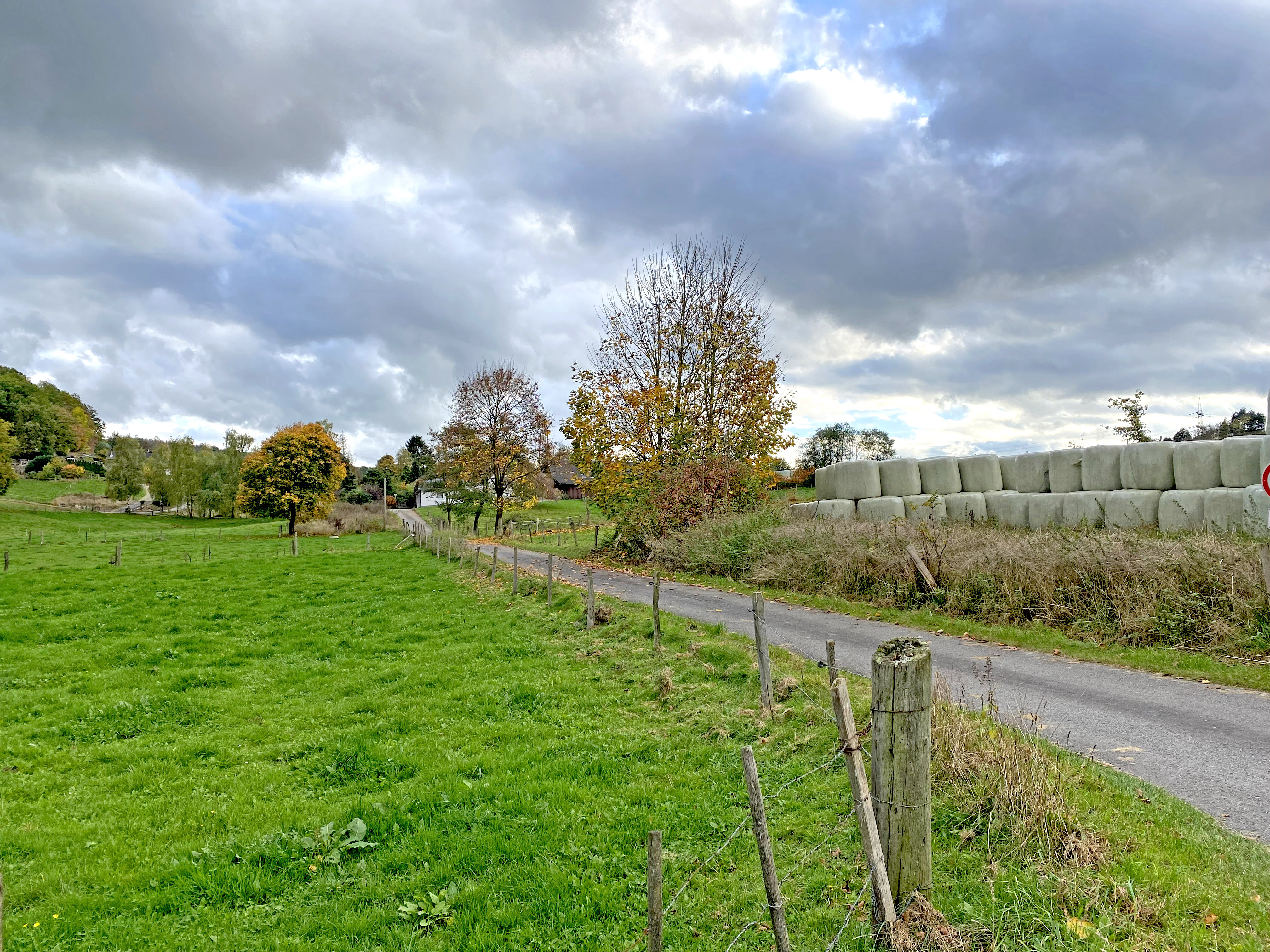
Weg von Hilgersbrücke nach Mosse